# Сан-Педру-і-Сантіагу
Сан-Педру-і-Сантіагу (порт. São Pedro e Sãotiago; МФА: [ˈsɐ̃w ˈpe.dɾu i sɐ̃w.ti.ˈa.gu]) — парафія в Португалії, у муніципалітеті Торреш-Ведраш. Розташована в західній частині країни, на теренах історичної португальської провінції Ештремадура. Входить до складу округу Лісабон. За адміністративним поділом, чинним до 1976 року, терени парафії були складовою провінції Ештремадура. Належить до Лісабонського патріархату Католицької церкви. Патрон — святий Петро. Площа — 31,3357 км². Населення — 17965 ос. (2011). Середньо урбанізований регіон. Густота населення — 573,31 осіб/км²
. Код — 111315.

## Назва
- Торреш Ведраш (Сан-Педру-і-Сантіагу)  (порт. Torres Vedras (São Pedro e Santiago)) — офіційна назва.

## Населення
| Кількість мешканців | Кількість мешканців | Кількість мешканців | Кількість мешканців | Кількість мешканців | Кількість мешканців | Кількість мешканців | Кількість мешканців | Кількість мешканців | Кількість мешканців | Кількість мешканців | Кількість мешканців | Кількість мешканців | Кількість мешканців | Кількість мешканців |
| ------------------- | ------------------- | ------------------- | ------------------- | ------------------- | ------------------- | ------------------- | ------------------- | ------------------- | ------------------- | ------------------- | ------------------- | ------------------- | ------------------- | ------------------- |
| 1864                | 1878                | 1890                | 1900                | 1911                | 1920                | 1930                | 1940                | 1950                | 1960                | 1970                | 1981                | 1991                | 2001                | 2011                |
| 2 519               | 2 916               | 3 465               | 3 776               | 4 373               | 4 688               | 6 087               | 6 712               | 7 118               | 7 995               | 10 897              | 15 401              | 15 397              | 17 548              | 17 965              |